# Ленгауэр, Наталья Андреевна
Наталья Андреевна Ленгауэр (1908—1997) — советский медицинский работник, врач скорой медицинской помощи, Герой Социалистического Труда (1969).

## Биография
Родилась 20 августа 1908 года в селе Кефаловка Российской империи, ныне город Долинская Кировоградской области Украины, в семье инженера-железнодорожника, потомственного интеллигента — потомка немецких колонистов, приехавших на юг тогдашней Российской империи по приглашению Екатерины II — Андрея Ксаверьевича Ленгауэра. Мать — Ольга Марковна Ленгауэр, в девичестве Честаховская, — внучка художника Григория Николаевича Честаховского — близкого друга Тараса Григорьевича Шевченко.
Окончив в Одессе семилетку, с 1924 года работала техническим лаборантом на станции Жмеринка. В 1927 году поступила в Киевский медицинский техникум. Затем продолжила учебу в Киевском медицинском институте на стоматологическом факультете, который окончила в 1934 году.
На Киевскую станцию скорой медицинской помощи пришла в 1946 году, вернувшись из эвакуации. В 1948 году стала главным врачом станции, на этой должности проработала до 1975 года. С 1975 по 1988 год — старший врач.
В 50-е годы начинается расширение станции скорой медицинской помощи. На Левобережье, в других удаленных от центра районах создаются подстанции, что обеспечивает скорость доезда карет к месту вызова, уменьшение смертности.
Наталья Андреевна продолжает создавать специализированные бригады скорой медицинской помощи (первые специализированные бригады появились на станции несколько раньше: в 1932 году — акушерская, в 1934 — педиатрическая) — психиатрической, неврологической, токсикологической, противошоковой, детской реанимационной. Пожалуй, самым большим достижением Н. А. Ленгауэр стала впервые в СССР созданная специализированная тромбоэмболическая бригада, выезжавшая по вызовам на инфаркт, что существенно снизило смертность от этого недуга. Количество противоинфарктных бригад постоянно увеличивалось. И вскоре уже был создан центр скоропомощной кардиологии, усиленный работой круглосуточной лаборатории неотложной диагностики. Именно здесь, впервые в СССР, была внедрена передача ЭКГ[чего?] радиотелефоном на станцию для уточнения диагноза. Актуальность новшества состояла в том, что в те годы в больницах Киева не было специализированных отделений, которые оказывали бы помощь больным с острым инфарктом миокарда. Поэтому кардиологическая клиника на колёсах приняла на себя главный удар проблемы и, надо сказать, успешно справилась с поставленной задачей, существенно сократив смертность от инфаркта миокарда.
Под руководством Н. А. Ленгауэр станция превратилась в передовое медицинское учреждение не только в Киеве, но и в СССР. Сюда приезжали учиться и перенимать опыт со многих городов Украины, Союза и других стран. С 1960 года Киевская станция скорой помощи становится Республиканской, а с 1966 года — Всесоюзной школой передового опыта. В 1965 году станция становится базой для проведения семинаров ВООЗ[что такое ВООЗ?]. В 1968 году здесь проходит 4-й Международный Конгресс по вопросам работы скорой медицинской помощи. В эти же годы учреждение посещает с визитом Генеральный секретарь ВООЗ.
Умерла 10 февраля 1997 года на 89-м году жизни, похоронена в Киеве на Лукьяновском кладбище (участок № 20).

## Награды и звания
- Герой Социалистического Труда (1969).
- Заслуженный врач УССР (1950).
- Почётная грамота Президиума Верховного Совета УССР.

## Память
- На фасаде здания скорой помощи, где она работала, в 2001 году установлена мемориальная доска.
- Золотая Звезда Героя, а также некоторые личные вещи Н. А. Ленгауэр хранятся в музее Киевской станции скорой помощи[3].